# کلیسای سن آگوستین (پاریس)
کلیسای سنت آگوستین پاریس (به انگلیسی: Church of St. Augustine)، (به فرانسوی: Église Saint-Augustin de Paris) یک کلیسای کاتولیک است که در بلوار ملزرب در منطقه ۸ پاریس واقع شده‌است. این کلیسا بین سال‌های ۱۸۶۰ و ۱۸۷۱ توسط معمار ارشد شهر پاریس ویکتور بالتارد ساخته شد. این کلیسا، اولین کلیسای پاریس بود که یک قاب چدنی کاملاً قابل مشاهده با ساختمان سنگی ترکیب کرد. این بنا برای ایجاد یک نقطه عطف برجسته در محل اتصال دو بلوار جدید ساخته شده در طول بازسازی پاریس توسط اوسمان در زمان ناپلئون سوم طراحی شد. نزدیکترین ایستگاه مترو سنت آگوستین است.  
در سال ۱۸۸۶، کلیسای سنت آگوستین محل تغییر دین شارل دو فوکو بود که توسط پاپ فرانسیس در ۱۵ مه ۲۰۲۲ به عنوان قدیس معرفی شد. این کلیسا شامل کلیسای کوچکی است که به فوکو اختصاص داده شده‌است و در آن محل مخصوص اعتراف به گناه نگهداری می‌شود که در آن وی به کلیسای کاتولیک بازگشت.

## تاریخچه

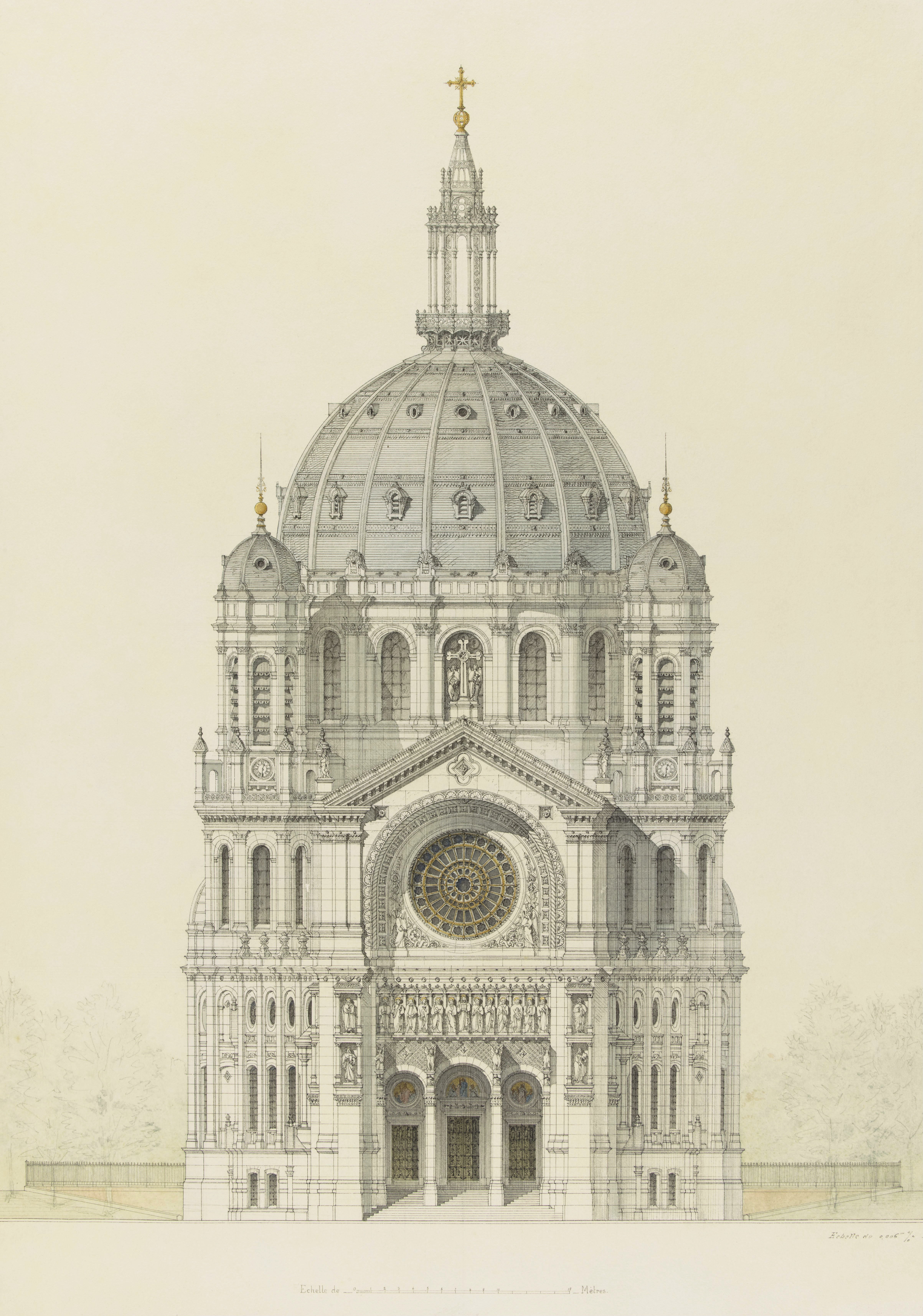
طرح کلیسا اثر ویکتور بالتارد

در دهه‌های ۱۸۵۰ و ۱۸۶۰ ناپلئون سوم بازسازی عظیمی از مرکز پاریس را انجام داد که توسط ژرژ اوژن اوسمان انجام شد. بلوارهای عریض برای عبور از شهر پرازدحام قرون وسطایی همراه با ساختمان‌های جدید و به یاد ماندنی در نقاط تلاقی بلوارهای جدید ساخته شد، سنت آگوستین قرار بود لنگرگاه بلوار ملزرب باشد و کلیسای لا مادلن انتهای دیگر بلوار را متعادل کند. همچنین طراحی شده بود تا از طاق پیروزی در خیابان فریدلند قابل مشاهده باشد. اندازه و طراحی کلیسا از کلیساهای سنت پل و دیگر کلیساهای بزرگ لندن الهام گرفته شده‌است، جایی که ناپلئون سوم قبل از اینکه رئیس‌جمهور فرانسه و سپس امپراتور شود در تبعید زندگی می‌کرد.
این کلیسا توسط همکار پروتستان هاوسمان، معمار ویکتور بالتارد، که از سال ۱۸۴۹ به بعد معمار اصلی شهر پاریس بود، طراحی شد. او مسئول مرمت چندین کلیسای پاریس بود که در انقلاب فرانسه آسیب دیده بودند، از جمله سنت اتین دومون، سن سورن، پاریس و سن ژرمن د پره. در دهه ۱۸۵۰ او مشهورترین اثر خود، بازارهای محله له‌ال را با استفاده از ساختار آهنی طراحی کرد. بازارها در دهه ۱۹۷۰ تخریب شده و یک مرکز خرید زیرزمینی جایگزین آن شد.
.
محل انتخاب شده زمینی به شکل ذوزنقه در تقاطع چهار خیابان بود که نشان می‌داد پشت کلیسا از جلوی آن عریض تر است. طول بلوار، مکان کوچکی که نیاز به نمایان ساختن کلیسا از دور داشت، گنبدی به طول ۶۱ متر (۲۰۰ فوت) را می‌طلبید که تقریباً کل کلیسا را می‌پوشاند. نوآوری کلیدی بالتارد استفاده از چدن برای ساختار کلیسا بود که به وی اجازه داد تا ضخامت دیوارها را تا حد زیادی کاهش دهد و نیاز به تکیه گاه‌های سنگین در بیرون را از بین ببرد.
در پایان قرن بیستم، پس از دوره مدرنیسم، طراحی کلیسا توسط برخی از دیدگاه‌های مدرنیستی خارج از مد تلقی می‌شد، اگرچه این دیدگاه تا حد زیادی به نفع حفاظت جایگزین شده‌است. در اواخر سال ۱۹۹۵، یکی از منتقدان کلیسا را به عنوان «ساختمان بدنما: مکان مضحک، بدون تناسب، له شده در زیر گنبدی بزرگ» توصیف کرد. با وجود این، هنوز هم شاهکار معماری امپراتوری دوم به حساب می‌آید و از سوی دولت فرانسه افتخار بنای تاریخی را به درستی به خود اختصاص داده‌است.

## نمای بیرونی
این کلیسا بین سال‌های ۱۸۶۰ و ۱۸۷۱ به سبک التقاطی با ترکیب عناصر گوتیک توسکانی، معماری رمانسک و بیزانسی ساخته شد. کلیسا بسیار بزرگ است: صد متر طول و هشتاد متر ارتفاع تا فانوس گنبد که ۲۵ متر قطر دارد. به دلیل بلوارهایی که در محل به هم می‌رسند، شکل غیرعادی نیز دارد، یک ذوزنقه، که جلوی آن بسیار باریک‌تر از عقب است. گنبد تقریباً تمام نما را اشغال کرده‌است.
در نمای سنت آگوستین، نقاشی دیواری اثر فرانسوا ژوفروا، مجسمه‌ساز، عیسی و حواریون را در بالای چهار انجیل نشان می‌دهد. پنجره گل رز توسط پروسپر لافای (۱۸۰۶–۱۸۳۳) طراحی شده‌است. ویژگی غیرمعمول ظاهر کلیسا این است که با آرمیچر چدنی تقویت شده‌است. گنبد را چهار برج احاطه کرده‌اند که به عنوان تکیه گاه عمل می‌کنند.

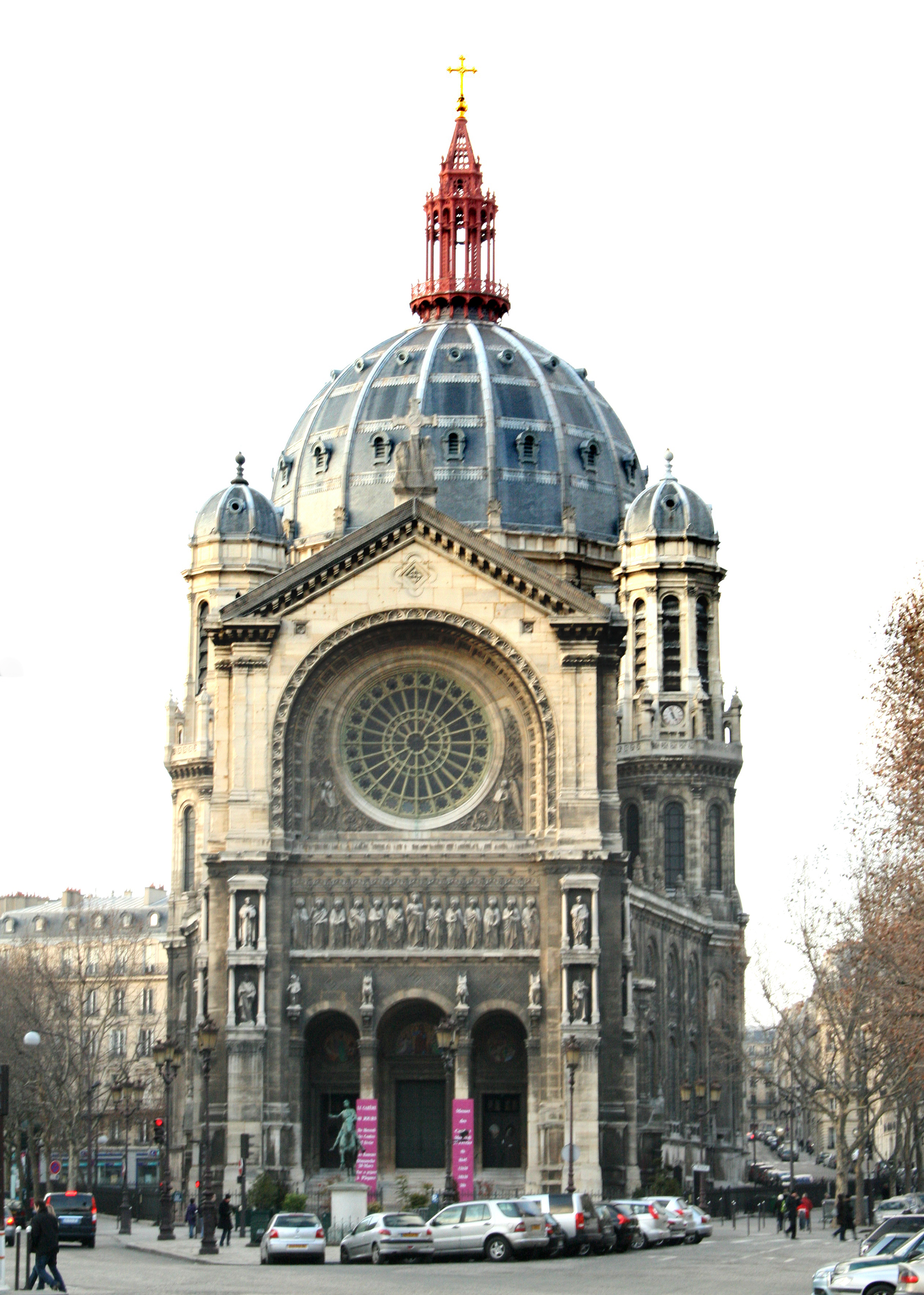
نما
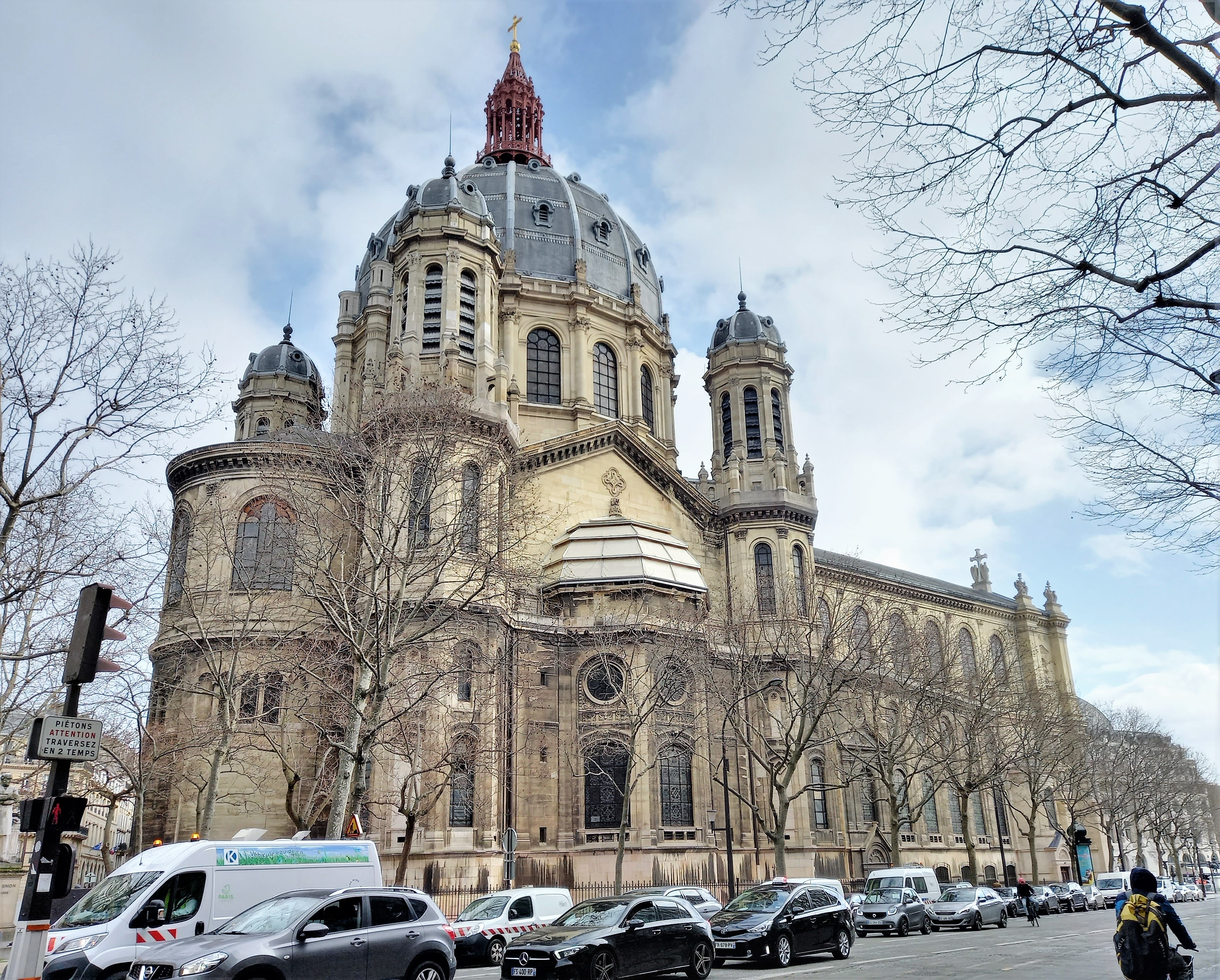
پشت کلیسا که توسط کلیساهای کوچک احاطه شده‌است

## فضای داخلی: شبستان و گروه کر
بارزترین ویژگی نمای داخلی فضای باز بزرگ است که توسط قاب و سقف چدنی امکان‌پذیر شده‌است. قاب، که به‌طور کامل قابل مشاهده است، به عنوان یک عنصر تزئینی عمل می‌کند. دیوارها توسط ستون‌های چدنی چیده شده‌اند و با تذهیب و تصویر فرشتگان رنگارنگ رنگ آمیزی و تزئین شده‌اند. تزیینات توسط لوئی شرودر (۱۸۲۸–۱۸۹۸) خلق شده‌است.
گروه کر بخشی از کلیسا است که در مرکز کلیسا برای روحانیون در نظر گرفته و بلند شده‌است. بر فراز محراب، سایبان و تاج، یک سازه گنبدی با دیوار باز ساخته شده از چدن طلاکاری شده، به سبک رنسانس قرار دارد. یک محراب مدرن و متحرک در مرکز گروه کر قرار داده شده‌است که جلوی دید محراب مرتفع سابق را می‌گیرد. این محراب به منظور تسهیل مراسم عشاء ربانی در مقابل مردم تعبیه شده‌است.

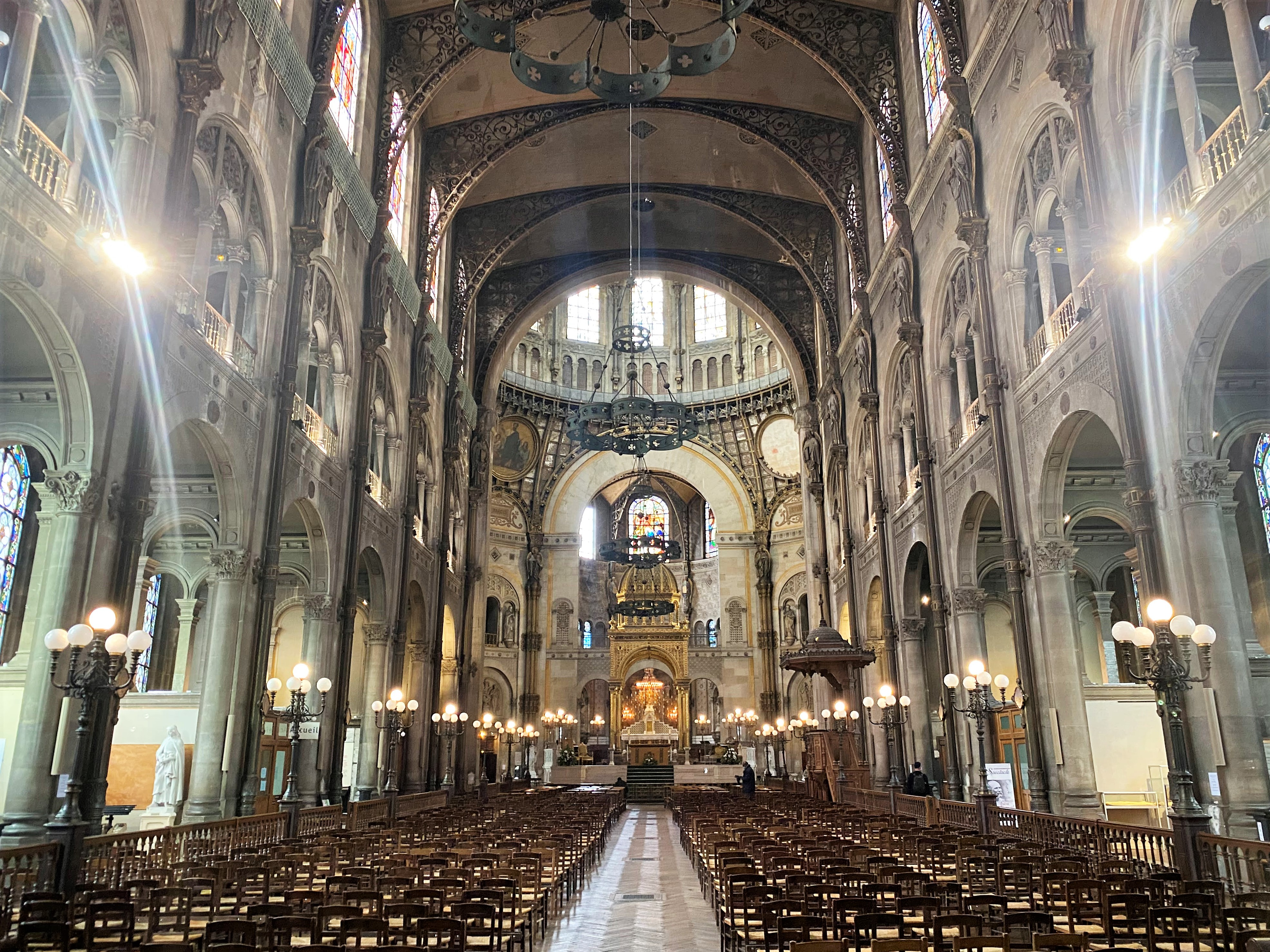
شبستان، گروه کر و گنبد بر فراز محراب با محراب مرتفع اصلی تا حدی توسط محراب چوبی مدرن مسدود شده‌است.
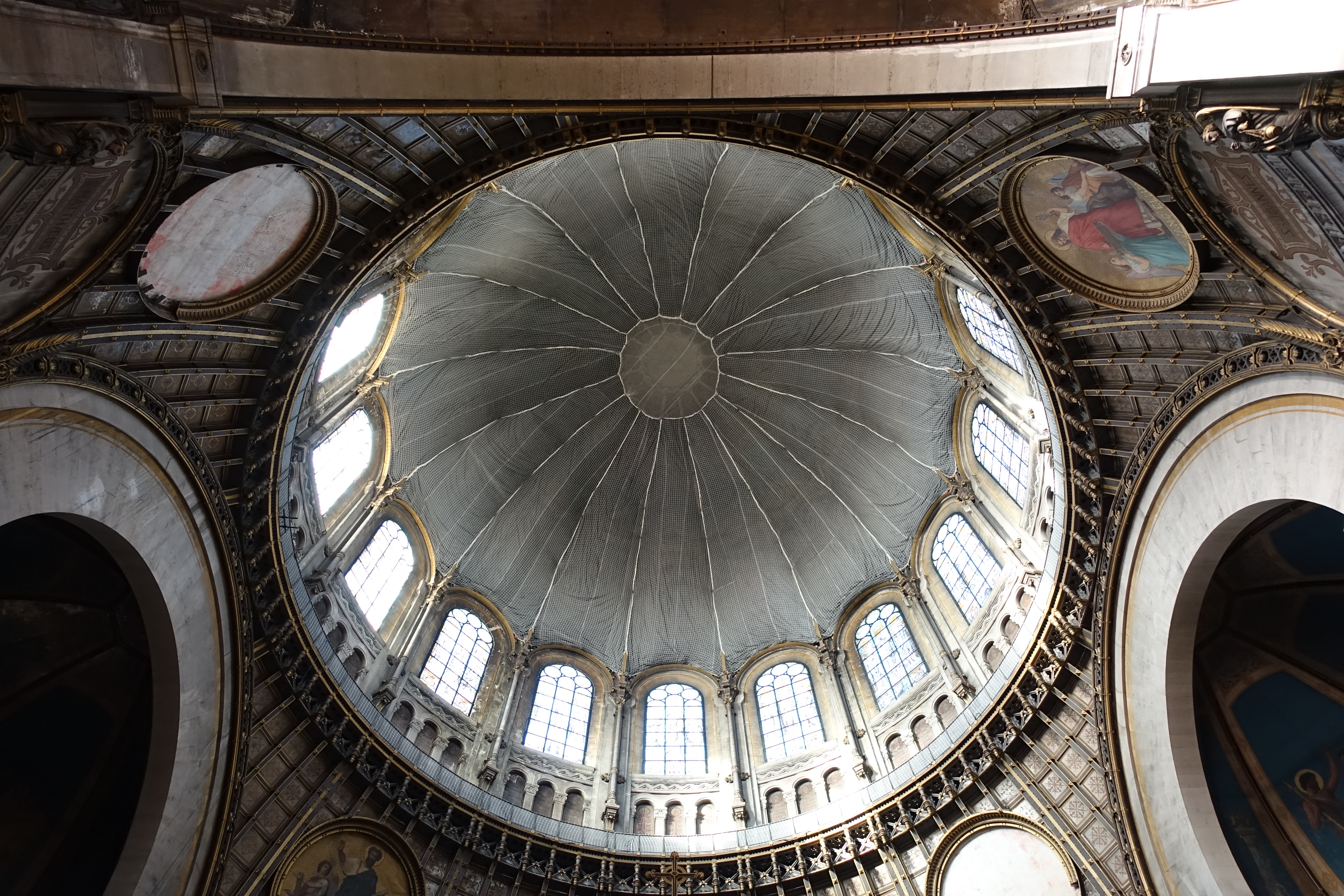
نمای داخلی گنبد به ارتفاع هشتاد متر نمایانگر ساختار آهنی آن است
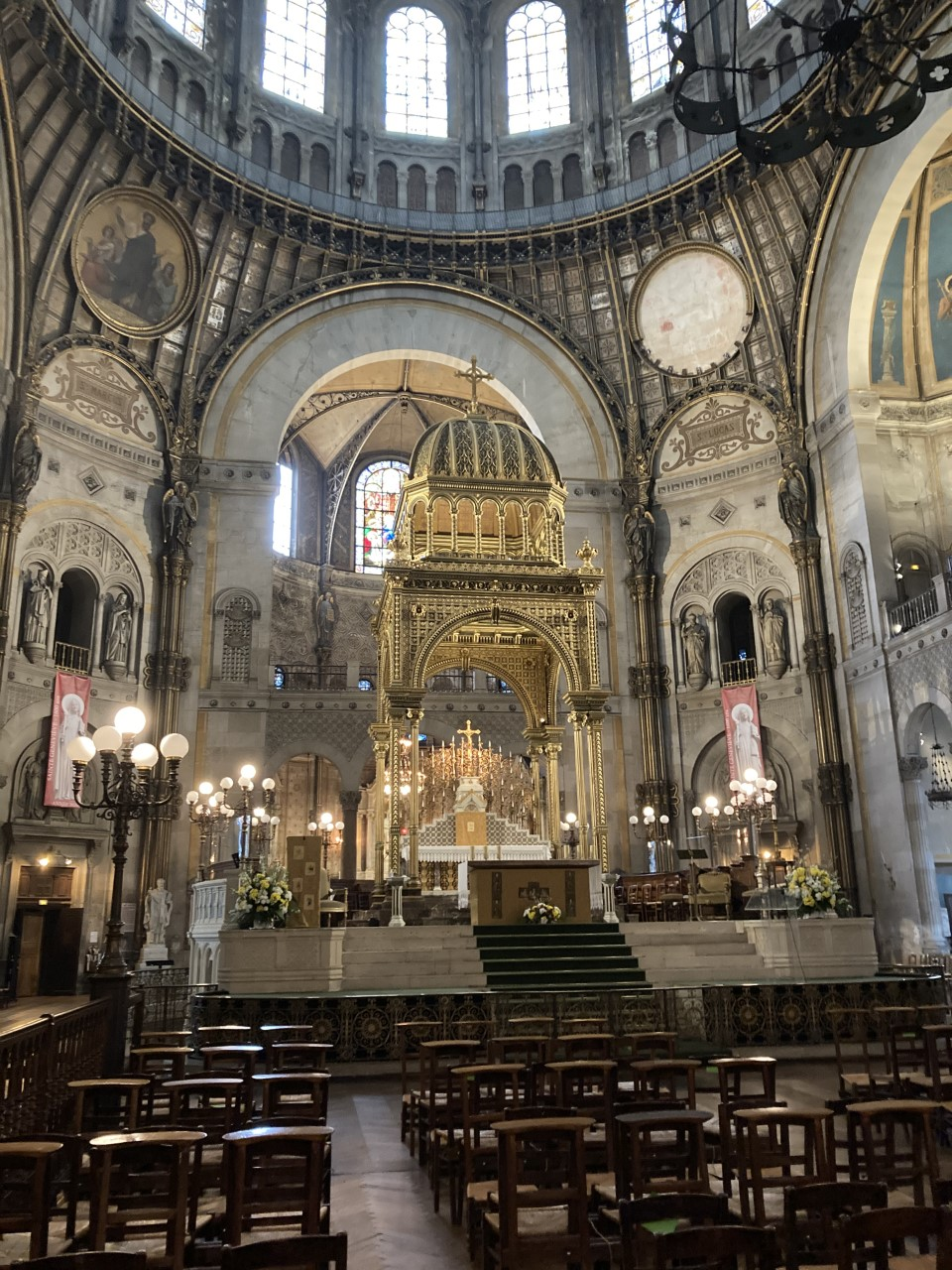
گنبد سایه بان بر فراز محراب اصلی

## کلیسا و موقعیت آن
این کلیسا به گونه‌ای طراحی شده بود که در تلاقی دو بلوار، از بالای طاق پیروزی قابل مشاهده باشد.

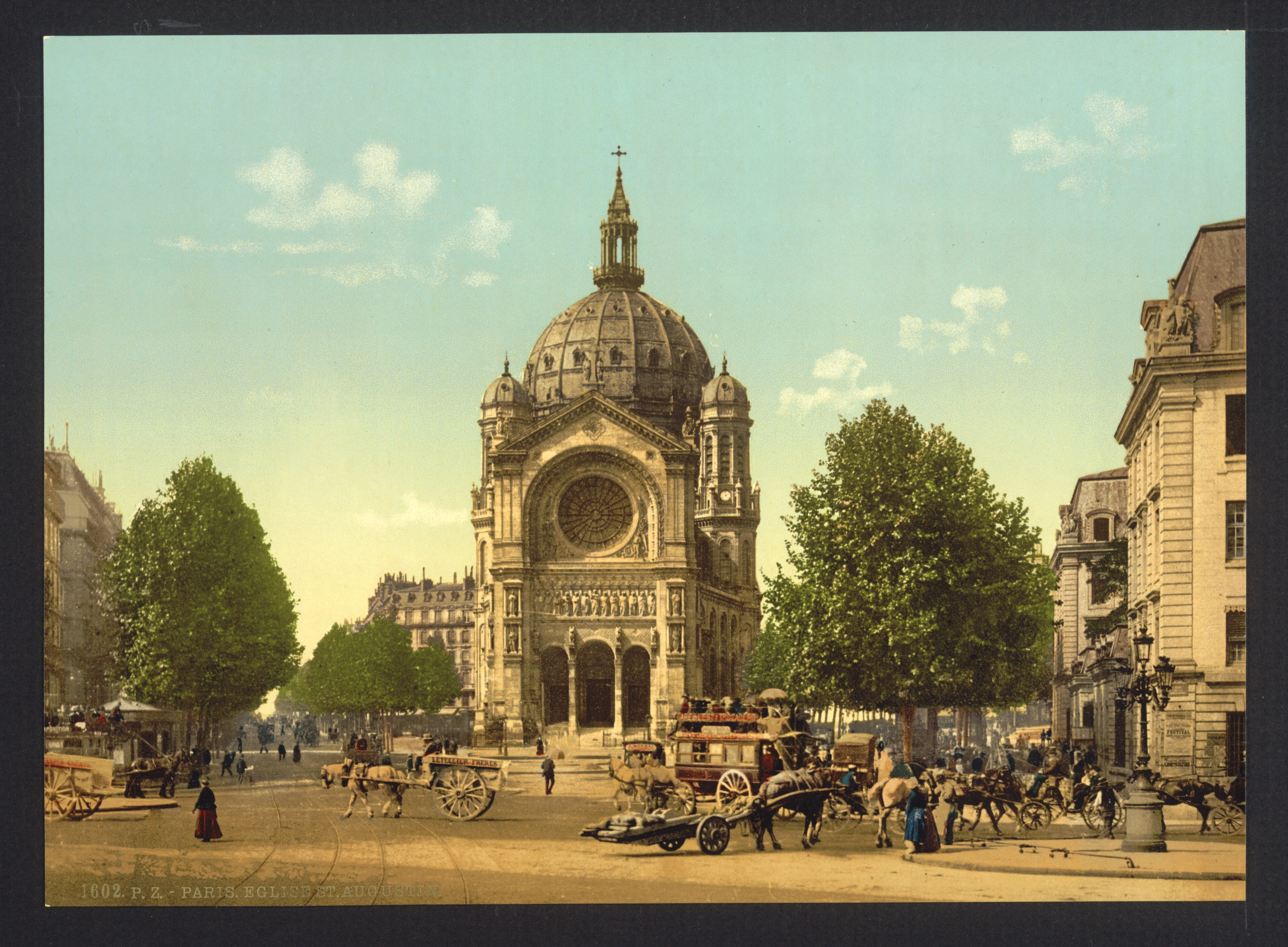
کلیسا در دهه ۱۸۹۰
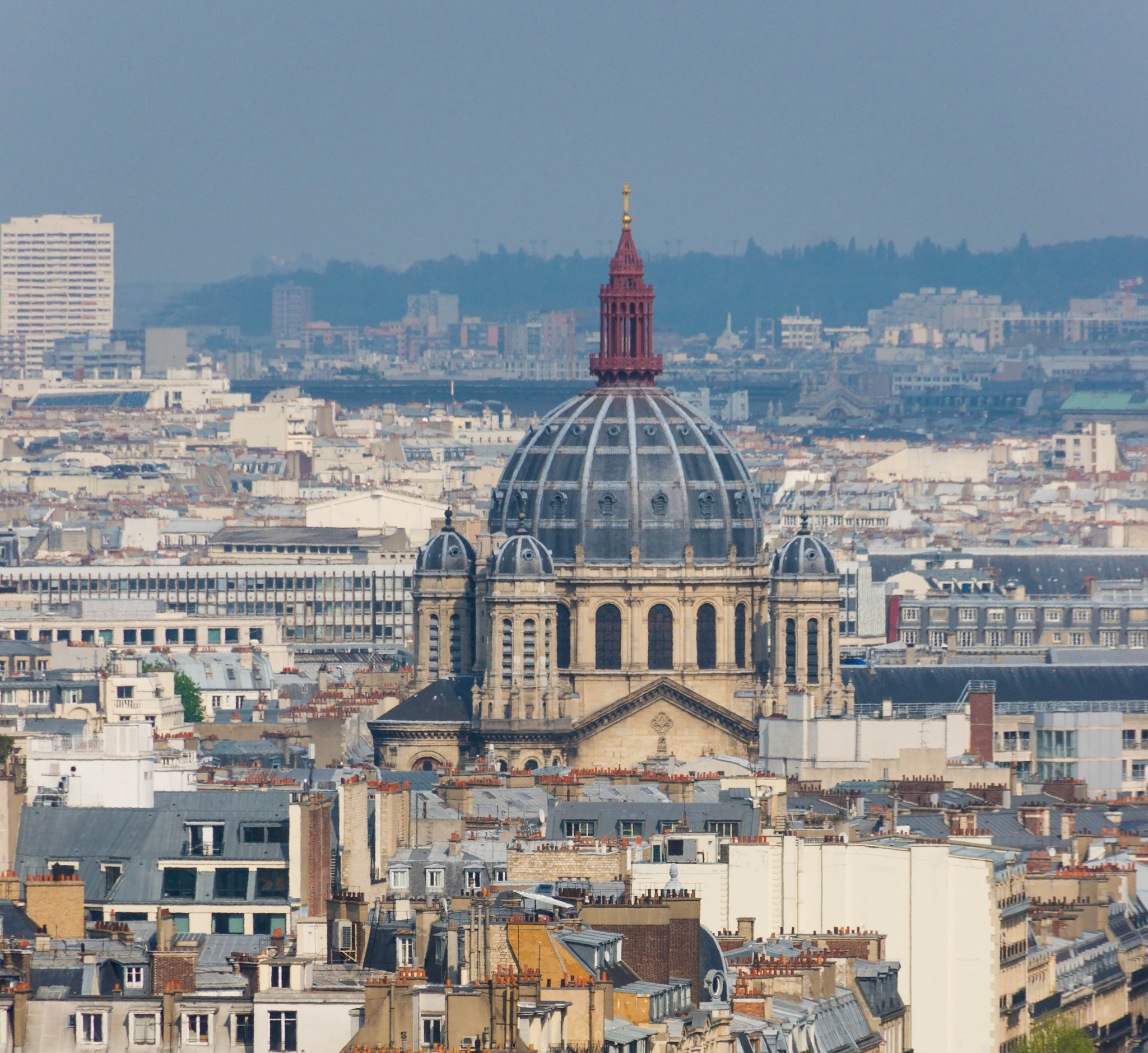
از طاق پیروزی

## مراجع
1. ↑   Mérimée PA00088813, Ministère français de la Culture. (فرانسوی)
2. 1 2 3 4 5  Dumoulin. "Églises de Paris" (2010), p. 141
3. ↑  "Saint Augustin Church". Napoleon.org.
4. ↑  "COMMISSION DIOCÉSAINE D'ART SACRÉ DE PARIS".
5. ↑   Church history and art (in French)
6. ↑  Jordan, p. 489.
7. ↑  Jordan, p. 195.
8. ↑  Jordan, p. 243.
9. ↑  "Eglise Saint-Augustin".